# 茶谷正洋
茶谷 正洋（ちゃたに まさひろ、1934年2月18日 ‐ 2008年11月19日）は、日本の建築学者、建築家。建築意匠、図学、建築の構法と形態、視環境知覚を専門としていた。

## 来歴
広島県広島市生まれ。後に東京都大田区へと移り住む。東京都立日比谷高等学校を経て東京工業大学理工学部（現・工学部）建築学科卒業。
大学卒業後大成建設設計部、建設省 建築研究所の研究員などを務め、1961年に東京工大助教授に。その後ワシントン大学客員教授などを経て、1980年~1994年の14年間東工大教授を務めた。1995年には東工大の名誉教授に就任。以後、法政大学・静岡文化芸術大学教授を務めた。2008年11月19日、喉頭癌のため死去。享年73。
生前は女子美術短期大学・日本建築専門学校の講師の他、有限会社オリガミックアーキテクチャーの代表取締役も務めていた。

### 折り紙建築
「折り紙建築」とは、いわゆる飛び出す絵本で使われるような構造・手法により（ただし絵本では180度開くものが多いが、こちらは90度のものが多い）主として建築物、他に風景や動物などの造形物を表現するもので、茶谷が1981年に考案・命名した。元々余技として始まったこの折り紙建築はその後「Origamic Architecture」として世界中に広まり、関連書籍も多く刊行されるなど人気を博している。また折り紙建築創始者（家元と自称）として、国内外での折り紙建築の展覧会やワークショップ活動で活躍していた。
代表作としては「京都迎賓館」、「大聖堂」、「アムステルダムの街並」などが挙げられる。

## 主な作品
- 角田山妙光寺（客殿、祖師堂他）

## 関連書籍
茶谷に師事していた中沢圭子との共著も多い。
- 彰国社刊
  - 折り紙建築
  - 折り紙建築 虎の巻
  - 折り紙建築 型紙集
  - 折り紙建築 型紙集2
  - 折り紙建築 春夏秋冬